# 迪普戴爾球場
迪普戴爾球場是位於英格蘭兰开夏普雷斯顿的運動場，是普雷斯顿足球俱乐部的主場球場。普雷斯顿是英格蘭足球聯賽的始創成員，在12支始創成員球隊中，只有普雷斯顿及（摩亞球場）兩隊仍然一直使用初次參賽時的主場球場。由於英格蘭足球聯賽是首個成立的職業足球聯賽，使迪普戴爾球場成為世上最古老仍然使用進行聯賽賽事的球場。迪普戴爾球場亦曾經是國家足球博物館（The National Football Museum）所在地。

## 歷史
迪普戴爾球場的土地原為迪普戴爾農莊（Deepdale Farm），最初由板球及欖球隊使用，其後催生組成足球隊。1875年1月21日由鎮中的「北區體育會」（North End sports club）開始租用，直到1878年10月5日才首次舉行足球賽事。1888年英格蘭足球聯賽成立，9月8日普雷斯頓在迪普戴爾球場首場主場聯賽以5-2擊敗。1938年4月23日有破紀錄的42,684名球迷進場觀看普雷斯頓對的甲組聯賽。

### 舊迪普戴爾
由於足球運動逐漸流行，1890年代迪普戴爾球場在草坪邊線一方興建「西看台圍欄」（West Stand Paddock），更架設帳篷供球員更衣。由於越來越球迷進場支持普雷斯頓，迪普戴爾於1921年進行擴建，首先在球門後方加建「斯皮恩山嶽」（Spion Kop），而「西看台圍欄」亦向北伸展，以四分一圓形結構與新看台連結，而草坪亦各北移動3碼，讓出更多空間興建「南市區看台」（South Town End）。同時建立兩條隧道穿越「斯皮恩山嶽」以避免人潮過於擠擁。「南市區看台」約於1928年啟用，球場容量達到45,000人。但五年後「南市區看台」發生火災，部分遭受破壞。在復修時同時加建一座僅50碼長的兩層看台，稱為「柏維利安看台」（Pavilion Stand），內設辦公室及更衣室，於1934年落成。
由1960年代至1980年代迪普戴爾球場逐步成形，「西看台圍欄」改成階梯看台，而看台亦加建頂蓋。

### 新迪普戴爾
迪普戴爾球場的重建工程由1995年開始展開，首先拆卸舊西看台，秏資440萬英鎊建成全新的「湯·芬尼爵士看台」（Sir Tom Finney Stand）於一年後落成，可以容納8,100名觀察，內設媒體區及餐廳。兩年球門後方的「比爾·辛奇利山岳」（Bill Shankly Kop）亦各完成，可容5,000人，其後安排供作客球迷入座，兩個看台的坐位均漆上命名名宿的面相。國家足球博物館位於兩看台之下，而入口則位於連接的角落。而球門另一方的「阿倫·基利市區」（Alan Kelly Town End）於2001年10月啟用，設計與「比爾·辛奇利山岳」完全相同，主要供最「嘈吵」的主場球迷入座。
榮譽行道（Walk of Fame）在2005年12月設置，磚塊刻上為普雷斯頓上陣300場及所有前領隊的名字。2007年夏季拆卸最後一座舊看台，代表「舊迪普戴爾」時代的結束，2008年8月16日全新的「不敗雄師柏維利安」（Invincibles Pavilion）揭幕，標誌「新迪普戴爾」時代正式來臨，內設一列行政廂房及兩間大酒廊。迪普戴爾球場現時的總容量為23,408人。2008年一個25米長的大屏幕裝置在「比爾·辛奇利山岳」的頂蓋。

## 人造草草坪
1986年普雷斯頓決定為迪普戴爾球場舖設全天候人造草草坪，希望可以減少因天氣而改期的賽事，亦可利用球場作為訓練場地，更可出租球場供本地球隊對賽增加收入。但球迷對人造草草坪反感，最終於1994年翻起人造草，重新舖設天然草。

## 欖球
在1990年代末期，本地欖球隊蘭開夏猞猁（Lancashire Lynx）採用迪普戴爾球場進行主場賽事，惟證實不成功，只逗留了短時間，便於2000年搬遷到喬利（Chorley）。

## 湯·芬尼銅像

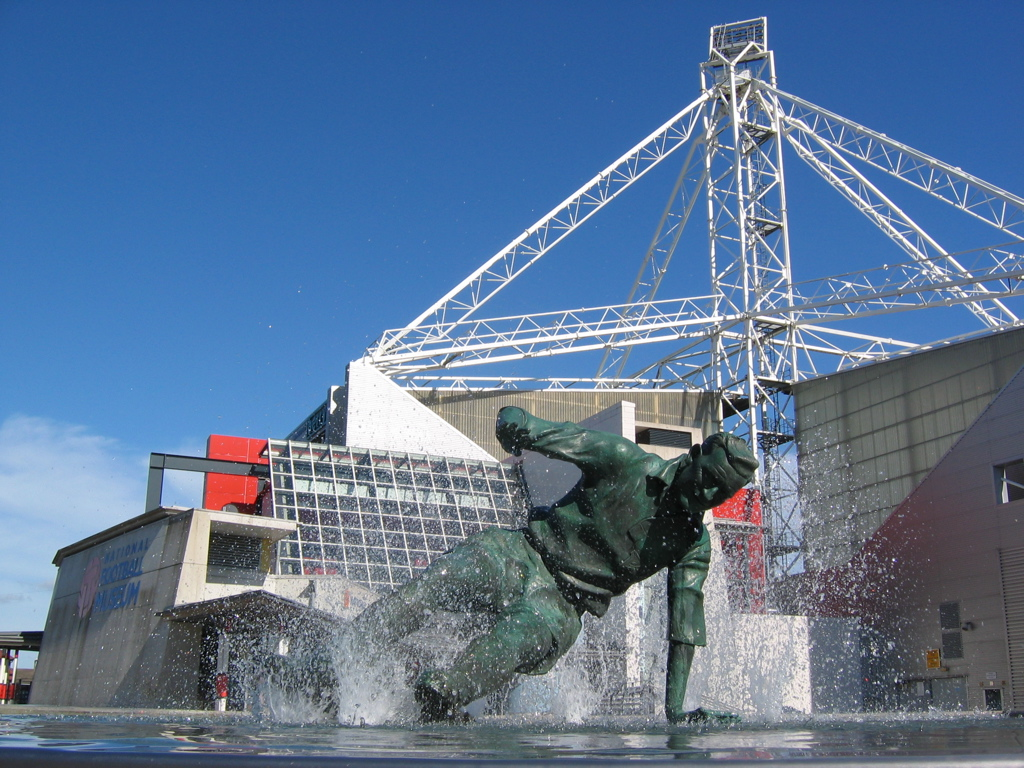
在水中央的湯·芬尼銅像，其後是國家足球博物館

在「湯·芬尼看台」外放置有湯·芬尼本人的銅像，這尊銅像在2004年7月揭幕，其造型取材自1956年普雷斯頓在史丹福橋球場對的一幅照片，當時由於賽前下了一場大雨，球場滿佈積水，但賽事仍然獲准繼續舉行，當湯·芬尼盤球越過一名敵衛後，卻碰上一潭積水導致水花四濺，一名攝影記者捕捉到這一刻，這張照片其後獲選「年度體育照片獎」。

## 國家足球博物館
國家足球博物館（National Football Museum）於1998年由國際足協會長白禮達及英國文化大臣基斯·史密夫（Chris Smith）主持動土儀式，直到2001年6月在迪普戴爾球場正式揭幕，由獨立的慈善机构持有以下系列藏品：
- 國際足協博物館館藏（The FIFA Museum Collection）；
- 英格蘭足球總會館藏（The Football Association Collection）；
- 英格蘭足球聯賽館藏（The Football League Collection）；
- 溫布萊球場館藏（The Wembley Stadium Collection）；
- 國際足協書籍館藏（The FIFA Book Collection）；
- 人民館藏（The People's Collection）；
- 普雷斯顿足球俱乐部館藏（Preston North End F.C. Collection）；
- 哈利·蘭頓館藏（The Harry Langton Collection）；
- 史丹利·馬菲士爵士館藏（The Sir Stanley Matthews Collection）；
- 列度活士館藏（The Littlewoods Collection）。

博物館恆常在館藏中抽出約2,000件作公開展覽，餘下還有30,000件收藏輪替展出。主要展品包括：
- 1930年首屆世界盃決賽使用兩個皮球之一；
- 1966年世界盃決賽使用皮球；
- 雷米金盃複製品，基於保安，由英格蘭足球總會於1966年秘密製造，在1966年世界盃決賽後由冠軍英格蘭隊員高舉巡行；
- 1872年全世界首場正式國際賽由英格蘭對蘇格蘭，英方隊長的球衣及喼帽；
- 1890年代世上最古老的女子足球球衣；
- 馬勒當拿在1986年世界盃對英格蘭用「上帝之手」攻入一球時穿著的球衣。

2006年7月國家足球博物館建議在曼徹斯特開設分館，但由於長期缺乏資助，足球博物館於2009年提出全館搬遷到曼徹斯特市中心的Urbis展覽中心。雖然蘭開郡議會（Lancashire County Council）、普雷斯顿市議會（Preston City Council）及中蘭開郡大學（University of Central Lancashire ）聯手提出補貼每年40萬英鎊，但足球博物館仍決定遷館，據報曼徹斯特出價達到每年200萬英鎊，2010年5月1日在迪普戴爾球場的國家足球博物館正式關閉。

## 外部連結
- footballgroundguide.com:Preston North End
- Webcam showing construction of the fourth Stand （页面存档备份，存于）